# Tillandsia coinaensis
Tillandsia coinaensis är en gräsväxtart som beskrevs av Renate Ehlers. Tillandsia coinaensis ingår i släktet Tillandsia och familjen Bromeliaceae. Inga underarter finns listade i Catalogue of Life.